# Ruslan i Ljudmila

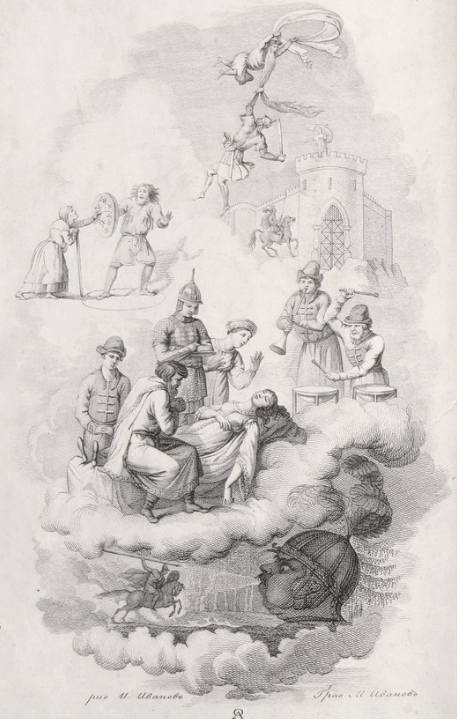
Frontespis från första utgåvan

Ruslan i Ljudmila (Руслан и Людмила) är en episk dikt från 1820 av den ryske författaren Aleksandr Pusjkin. Den handlar om hur Vladimir av Kievs dotter Ljudmila blir bortrövad av en trollkarl just som hon är i färd att gifta sig med riddaren Ruslan. Vladimir utlovar Ljudmilas hand till den som kan återföra henne, och Ruslan och två rivaler ger sig ut för att hitta henne. Dikten är indelad i sex stycken cantos och har knappt 3000 rader.

## Tillkomst och utgivning
Pusjkin började att skriva dikten som 18-åring. Bland hans inspirationskällor märks ryska folksagor, folkböcker, Ludovico Ariosto, Voltaire, Évariste de Parny, Christoph Martin Wieland, Ippolit Bogdanovitj och Vasilij Zjukovskij. Dikten gavs ut tre år senare och var det första större arbete som Pusjkin färdigställde. Den sålde bra och gjorde författarens namn känt. Åtta år senare lade Pusjkin till den prolog som har blivit diktens kändaste parti.

## Bearbetningar
Dikten är förlaga till Michail Glinkas opera Ruslan och Ludmila från 1842. Dikten har filmatiserats 1915 av Władysław Starewicz, 1938 av Ivan Nikittjenko och 1972 av Aleksandr Ptusjko.